# Xã Arvonia, Quận Osage, Kansas
Xã Arvonia (tiếng Anh: Arvonia Township) là một xã thuộc quận Osage, tiểu bang Kansas, Hoa Kỳ. Năm 2010, dân số của xã này là 95 người.